# Weltjugendtag 2002

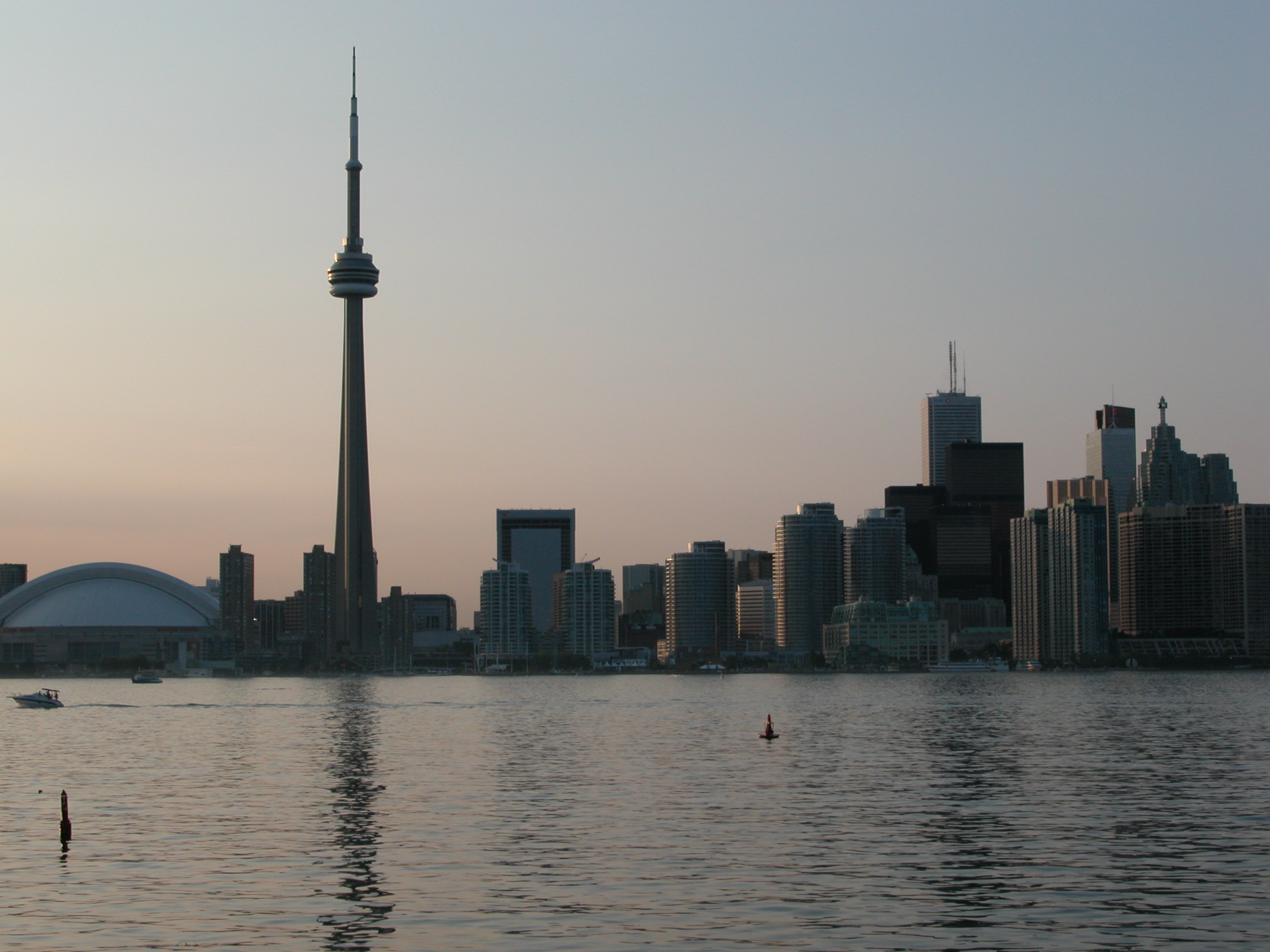
Toronto

Der XVII. Weltjugendtag der römisch-katholischen Kirche fand vom 23. bis 28. Juli 2002 in Toronto statt. Das Motto lautete „Ihr seid das Salz der Erde. Ihr seid das Licht der Welt.“ (Mt 5,13–14 ). Die Teilnehmerzahl wird auf rund 800.000 Menschen geschätzt.
Es war der letzte Weltjugendtag mit Papst Johannes Paul II. dem Initiator der Weltjugendtage als Gastgeber.

## Verlauf
Der Weltjugendtag begann mit einem Vorprogramm in zahlreichen kanadischen Diözesen vom 18. bis 21. Juli, wozu auch die internationalen Gäste eingeladen waren.
Der offizielle Beginn in Toronto war die Eröffnungsmesse am Dienstag, den 23. Juli um 16:00 Uhr Ortszeit. Zelebrant war der Erzbischof von Toronto, Aloysius Kardinal Ambrozic. Der Papst traf am Donnerstag, 25. Juli in Toronto ein und wurde mit einer Begrüßungsveranstaltung willkommen geheißen.
Austragungsort für die Eröffnungsveranstaltung sowie Papstbegrüßung und das Jugendfestival war Exhibition Place.
Vom 24. bis 26. Juli fanden morgens an über 100 verschiedenen Veranstaltungsorten in der ganzen Stadt Katechesen und Gottesdienste in unterschiedlichen Sprachen statt, die von den mitgereisten Bischöfen aus aller Welt gehalten wurde. Die behandelten Themen bezogen sich auf das Motto des Weltjugendtages und einen Vers aus dem 2. Korintherbrief:
- Mittwoch: „Ihr seid das Salz der Erde.“(Mt 5,13–14 EU)
- Donnerstag: „Ihr seid das Licht der Welt.“ (Mt 5,13–14 EU)
- Freitag: „Lasst euch mit Gott versöhnen!“ (2 Kor 5,20 EU)

An den Nachmittagen wurden im Rahmen des Jugendfestivals im Exhibition Place eine Vielzahl künstlerischer, kultureller und spiritueller Veranstaltungen angeboten.
Der Kreuzweg am Freitag, 26. Juli führte entlang der University Avenue vom Nathan Philip Square (City Hall) zum Royal Ontario Museum.
Für die Abschlussveranstaltung bestehend aus der Vigilfeier, anschließender Übernachtung und der Abschlussmesse wurde der etwa 260 Hektar große Downside Park genutzt. Auf dem ehemaligen Militärflugplatz hatte Papst Johannes Paul II. bereits während seiner Auslandsreise nach Kanada im September 1984 eine Heilige Messe zelebriert.
Im Rahmen der Abschlussveranstaltung verkündete der Papst, dass der nächste internationale Weltjugendtag 2005 in Köln stattfinden werde. In einem Appell wandte er sich anschließend an die deutschsprachigen Jugendlichen:

„Liebe Jugendliche deutscher Sprache! An Euch liegt es ganz besonders, im Blick  auf das Treffen in Köln im Jahr 2005 den Geist des Weltjugendtags lebendig zu  erhalten. Baut mit an einer Zivilisation der Liebe und der Gerechtigkeit! Seid  selbst ein leuchtendes Vorbild, das viele andere zum Reich Christi hinführt, zum  Reich der Wahrheit, der Gerechtigkeit und des Friedens“

## Patrone und Fürsprecher
- Hl. Agnes von Rom
- Sel. Andreas von Phú Yên
- Sel. Pedro Calungsod
- Hl. Josephine Bakhita
- Hl. Therese von Lisieux
- Sel. Pier Giorgio Frassati
- Hl. Marcel Callo
- Sel. Francisco Castelló Aleu
- Sel. Kateri Tekakwitha